# جويس إيبرت
جويس إيبرت (بالإنجليزية: Joyce Ebert)‏ هي مغنية أوبرا وممثلة أمريكية، ولدت في 26 يونيو 1933 في هومستد ‏ في الولايات المتحدة، وتوفيت في 28 أغسطس 1997 في Southport, Connecticut ‏ في الولايات المتحدة بسبب سرطان.

## وصلات خارجية
- جويس إيبرت على موقع IMDb (الإنجليزية)
- جويس إيبرت على موقع قاعدة بيانات برودواي على الإنترنت (الإنجليزية)